# Jordi de Sant Jordi

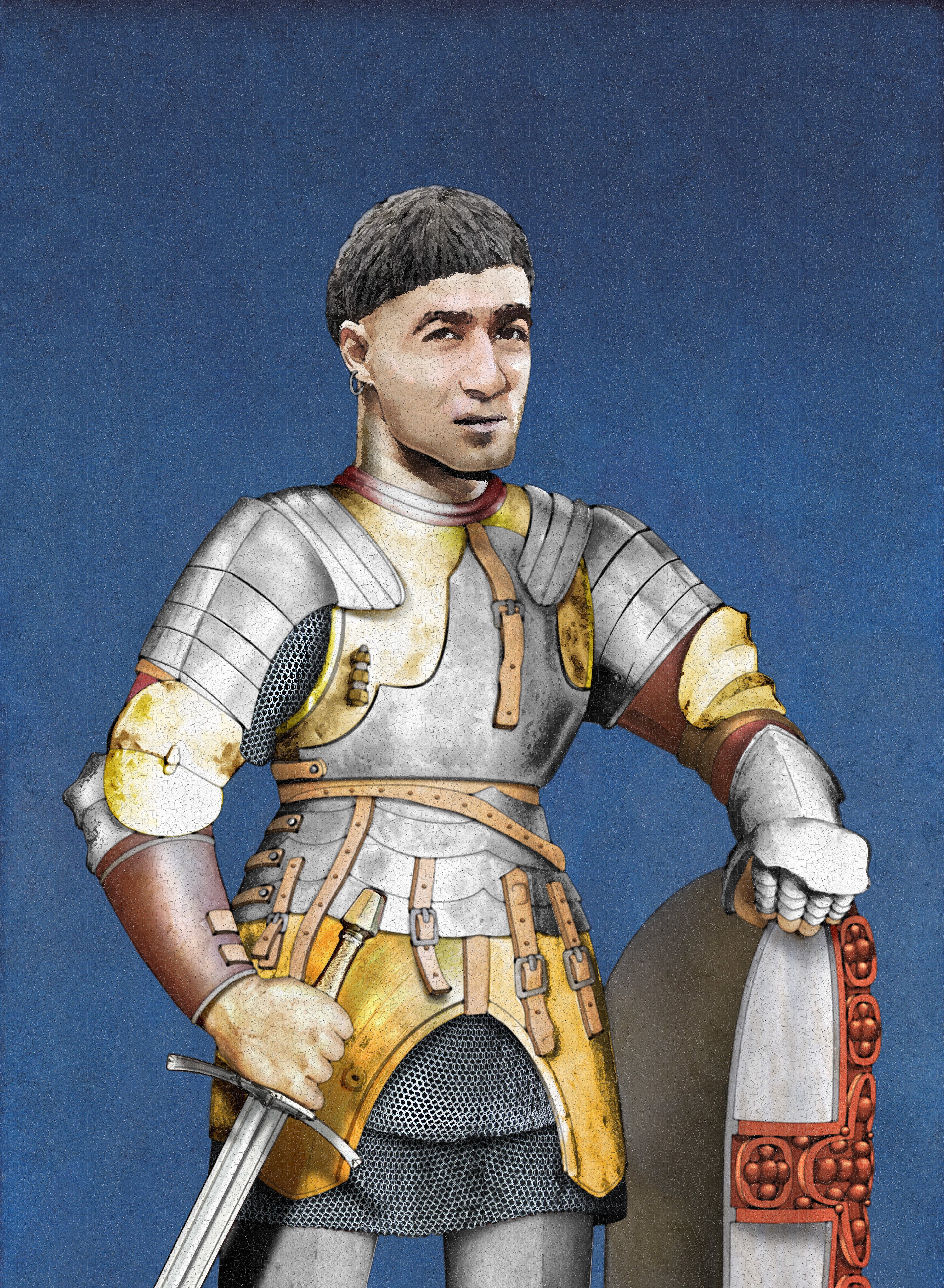
Jordi de Sant Jordi a Napoli, poco prima di essere fatto prigioniero, nel 1423

Jordi de Sant Jordi (Valencia, 1390 circa – 1424 circa) è stato un poeta, letterato e cavaliere valenciano, nato nel regno di Valencia.

## Biografia
Figlio di genitori musulmani convertiti, fu ciambellano alla corte del re Alfonso V d'Aragona (Alfonso III di Valencia). Sant Jordi fu un contemporaneo di Ausiàs March e uno dei primi scrittori del Siglo de oro della letteratura catalana del XV secolo. Venne favorito dalla regina vedova Margarida di Aragona-Prades, vedova del re Martí I.
Partecipa all'azione di Calvi e all'assedio di Bonifacio e, sempre accanto al monarca, durante la spedizione di questi nel regno di Napoli, entra nella città di Napoli, dove si trovava il 30 maggio del 1423, allorché viene occupata da Francesco Sforza che lo farà incarcerare. Durante la sua prigionia, scrive il famoso poema Presoner ("Prigioniero"), dove esprime il malessere e il rimpianto per la vita sontuosa che svolgeva un tempo a corte e la speranza di poter presto esser liberato dal re.
Muore verso il 1424 1424 al castello di la Vall d'Uixó. Tra gli scrittori che sembrano attingere dalla sua opera figura Joan Roís de Corella. Iñigo López de Mendoza gli dedicherà "l'Incoronazione di Jordi".

## Stile letterario
Il suo breve canzoniere (18 composizioni) è essenzialmente a carattere amoroso e, comunque, vincolato all'amor cortese trobadorico, tenuto in vita con efficacia nei nuclei post-feudali della Corona di Aragona. Nella sua opera poetica è chiaramente evidente l'influenza dei grandi trovatori del XIII secolo, quali Peire Vidal, Folquet de Marselha e soprattutto Arnaut Daniel. La tenue tristezza che traspare dalle opere è tipica della sua lirica, piena di struggenti e teneri addii, di sospiri ed evocazioni sognanti, di rimpianto e malinconia. Spesso vi si trovano espressioni e figure retoriche ripresi dalla poesia italiana del Petrarca, che in questo periodo iniziava a diffondersi nel regno d'Aragona.
Poeta eminentemente di corte, permane vincolato al gruppo dei giovani poeti ossequianti la regina Margarita de Prades, vedova di Martí I de Aragón, alla quale dedica alcune sue più solenni canzoni, come Midons e certamente Estramps. In questo ambiente entra probabilmente in contatto con Andreu Febrer e con il Marqués de Santillana, da costoro elogiato in Coronaçión de Mosén Jordi.

## Opera
La sua opera più affascinante, Estramps, autentico gioiello della poesia lirica valenzana, si apre con versi solenni e piani, atti a caratterizzare le fattezze della dama, con lo sguardo fiso agli occhi dell'amante morto; qui una credenza popolare viene innalzata a un livello poetico altissimo.
In Los enuigs continua la tradizione del Monaco di Montaudon e di Cerverí de Girona.
Non pecca certo di grazia la sua Crida a les dones ("Chiamata alle donne"), eloquio diretto alle dame, e Lo canviador ("Il cambista"), il cui tema concerne le trappole e le astuzie che vengono perpetrate nello scambio di moneta.
La sua Cançó d'opòsits ("Canzone degli opposti") rappresenta il rinnovamento di un vecchio tema medievale basato, ma in modo più retorico, sull'opera dei trovatori e del Petrarca.
Alcuni componimenti, come il Presoner, anche noto come Desert d'amics ("Mancanza-'vuoto, deserto'- di amici") e la Cançó d'opòsits, o El Presoner, sono stati musicati da Raimon.